# Zhang Xiaoping
Zhang Xiaoping, född 1 april 1982 i Xilinhot i Inre Mongoliet, Kina, är en kinesisk amatörboxare som vann guldmedalj i de olympiska sommarspelen 2008 i Peking.

## Karriär
Zhang Xiaoping vann två matcher i VM i amatörboxning 2007, men förlorade sedan mot veteranen Jerkebulan Sjinaliev och missade en vinst efter kvalifikationen. Vid kval slog han Mehdi Ghorbani och Dinesh Kumar, en förlust mot Jahon Qurbonov var betydelselös.

## Meriter

### Olympiska meriter

#### Olympiska sommarspelen 2008
- Huvudartikel: Boxning vid olympiska sommarspelen 2008

I finalen i OS 2008 i Peking slog han irländaren Kenneth Egan i guldmedaljmatchen.
| Tävlande       | Viktklass     | Sextondelsfinal      | Åttondelsfinal         | Kvartsfinal            | Semifinal               | Final                |  |
| Tävlande       | Viktklass     | Motståndare Resultat | Motståndare Resultat   | Motståndare Resultat   | Motståndare Resultat    | Motståndare Resultat |  |
| -------------- | ------------- | -------------------- | ---------------------- | ---------------------- | ----------------------- | -------------------- |  |
| Zhang Xiaoping | Lätt tungvikt | Sahraoui (TUN) W 3-1 | Beterbiyev (RUS) W 8-2 | Benchabla (ALG) W 12-7 | Shynaliyev (KAZ) W +3-3 | Egan (IRL) W 11-7    |  |